# 上海东郊宾馆
上海东郊宾馆簡稱东郊宾馆，是位於中華人民共和國上海市浦东新區张江高科技园区金科路1800号的一個园林式國賓館，也是上海最大的國賓館。上海东郊宾馆整體風格与钓鱼台国宾馆类似。上海東郊賓館與西郊賓館都是党和國家領導人在上海接見賓客的主要場所。
上海东郊宾馆东临金科路，西近汤臣高尔夫球场，南邻龙东大道，北靠张家浜绿化景观河道。宾馆占地1200亩，其中绿化面积约950亩，水系面積超過100畝。
该宾馆由东湖集团、张江集团、上汽集团、浦东土地控股集团等单位联合投资，由上海园林设计院做园林整体规划，由现代建筑设计集团华东建筑设计研究院设计。

## 歷史
2006年7月，首批三幢樓建成。2007年3月，东郊宾馆正式对外试营业。2007年12月，东郊宾馆被全国旅游星级饭店评定委员会評定为五星级旅游饭店。2008年春天起，宾馆开始建造占地约200亩的二期别墅项目。
2013年6月，林中森在上海东郊宾馆與陳德銘會談，簽署《海峽兩岸服務貿易協議》，但該協議擱置至今。
2021年4月，美国总统气候特使约翰·克里來上海訪問時在东郊宾馆下榻。
2023年10月，李克強在东郊宾馆游泳時突發心臟病去世。